# Fox Armoured Car
La Fox Armoured Car è un'autoblindo da combattimento prodotto in Canada durante la seconda guerra mondiale.

## Storia
Prodotto dalla General Motors of Canada, questo veicolo era basato sulla Humber Armoured Car britannica. I quattro membri dell'equipaggio consistevano in un comandante, un pilota, un artigliere e un operatore radio. Furono costruite in totale 1506 unità di questo mezzo.
La Fox Armoured Car fu impiegata in Italia, in Gran Bretagna e in India. Dopo la seconda guerra mondiale molte decine di questi mezzi furono acquisiti dall'esercito portoghese, che le usò dal 1961 al 1975 in Angola, in Guinea-Bissau e in Mozambico per azioni di controguerriglia.